# Académie de Soissons
L’Académie de Soissons était une société savante française née en 1674 à partir d’une association littéraire tenant ses assemblées dans cette ville. Elle fut supprimée par la Convention nationale en 1793 comme les autres académies.

## Création
Dès l’année 1650, la célébrité toujours croissante de l’Académie française, avait donné l’idée à Julien d’Héricourt, Berthemet, Hébert, Jean-Baptiste Guérin, Étienne Morant et Charles Bertrand de former aussi, à Soissons, une association littéraire. Cette société se réunissait une fois par semaine. Le maréchal d’Estrées, gouverneur de la province, demanda au roi de la constituer en académie par des lettres patentes. Louis XIV parut agréer cette demande, mais le chancelier Séguier se prononça formellement contre l’établissement de ces sortes d’assemblées d’hommes de tous rangs, sans chef légal, parce qu’il les croyait nuisibles au bien de l’État, et les lettres patentes ne furent pas accordées. Malgré les instances du maréchal et les sollicitations de plusieurs membres de l’Académie française, le chancelier persista toujours dans son refus.
Vingt ans après que le cardinal d’Estrées, fils du maréchal, put enfin obtenir du roi les lettres patentes qui furent expédiées, au mois de juin 1674, du camp devant Dole et enregistrées au parlement, le 27 juin 1675. Le ministre Colbert les transmit à Soissons de Versailles, le 18 juillet 1674. La séance d’installation de l’Académie de Soissons, eut lieu le 9 août suivant dans la grande salle du présidial. Berthemet, avocat, et l’un des membres, fit, dans un discours fort applaudi, l’histoire de cette société depuis son origine jusqu’à ce jour.

## Affiliation
L’Académie française avait appuyé de tout son crédit les démarches du cardinal d’Estrées, qui était aussi l’un de ses membres, celle de Soissons voulut s’affilier à elle et se placer ainsi sous sa protection en se choisissant un protecteur parmi les membres de l’Académie française. Elle lui envoyait, tous les ans, par forme de tribut, une pièce de prose ou de vers, revue et corrigée par tous ses membres réunis. Les académiciens de Soissons étaient admis dans les assemblées publiques et particulières de l’Académie française, et ils donnaient leur avis sur les matières mises en délibération. Si quelque membre de l’Académie française venait à Soissons, on ne manquait jamais de le prier de présider les séances de l’Académie de cette ville. L’Académie de Soissons prit même pour devise un aiglon qui s’élève vers le soleil à la suite d’un aigle, avec ce mot : Maternis ausibus audax pour témoigner de son affiliation à l’Académie française.

## Statuts
Les statuts et les usages de l’Académie de Soissons étaient à peu près les mêmes que ceux de l’Académie française. Le nombre de ses membres était de vingt. Elle tenait ses séances publiques dans la grande salle de l’évêché, et ses séances ordinaires, le mercredi de chaque semaine, dans une salle du château. Après la démolition, en 1772, de cet édifice, celles-ci se tinrent dans la grande salle du couvent des Feuillants, où se trouvait placée la bibliothèque que les académiciens étaient parvenus à former.

## Destinée
L’Académie de Soissons ne répondit pas aux espérances qu’on en avait conçues. Composée presque exclusivement d’officiers du bailliage et du bureau des finances, de dignitaires de l’Église et de chanoines, elle fit peu parler d’elle, et aucun de ses membres ne se rendit célèbre par la production d’un ouvrage de mérite. Elle ne compta jamais dans son sein ce qu’il est convenu d’appeler un homme de lettres. L’évêque de Soissons, Lefebvre de Laubrière la tira, pour quelque temps, de l’état de monotonie dans lequel elle végétait, avec la fondation d’un prix annuel, lequel consistait en une médaille d’or, pour la meilleure dissertation sur un fait d’histoire qui serait désigné par elle. Ce prix fut décerné, pour la première fois, en 1735. Le dernier concours de ce genre eut lieu en 1741, et fut le plus remarquable : François de Fitz-James qui venait de succéder à de Laubrière, ayant fait don, pour ce concours, d’une seconde médaille d’or de trois cents livres. l’abbé Lebeuf, chanoine de la cathédrale d’Auxerre, remporta la première ; il avait déjà obtenu celles de 1735 et de 1737 ; la seconde fut partagée entre l’abbé Fenel et Gouye de Longuemarre. Depuis lors, l’Académie s’abstint de faire excursion dans le domaine de l’histoire, et ses prix ne furent plus décernés qu’à des ouvrages de poésie, détermination peut-être imposée par l’Académie des inscriptions et belles-lettres de Paris, qui pouvait prétendre, avec raison, qu’on empiétait sur ses droits.
En 1793, un décret de la Convention nationale du 8 août supprima l’Académie de Soissons avec les autres.

## Sources
- Jean Leroux, Histoire de la ville de Soissons, t. 1, Soissons, Em. Fossé Darcosse, 1839, p. 288-92.